# Villers-en-Cauchies
Villers-en-Cauchies is een gemeente in het Franse Noorderdepartement (Frans: département du Nord) (regio Hauts-de-France). De plaats maakt deel uit van het arrondissement Cambrai. Villers-en-Cauchies telde op 1 januari 2022 1.148 inwoners.

## Geografie
De oppervlakte van Villers-en-Cauchies bedroeg op 1 januari 2022 8,94 vierkante kilometer; de bevolkingsdichtheid was toen 128,4 inwoners per km².

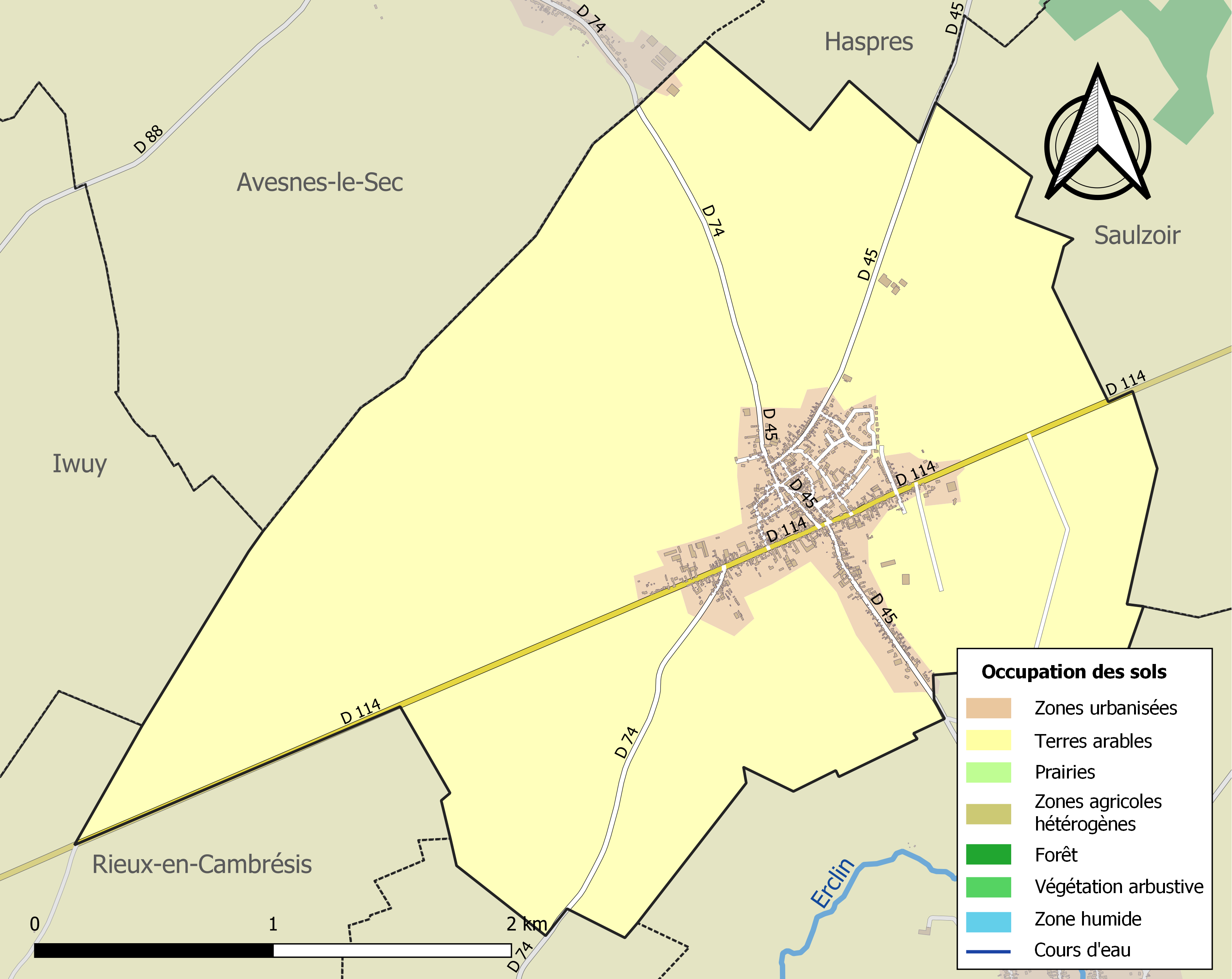
Kaart van de gemeente met belangrijkste infrastructuur, bodemgebruik en omliggende gemeenten

## Demografie
Onderstaande figuur toont het verloop van het inwonertal (bron: INSEE-tellingen).

## Geschiedenis
Zie Eremedaille voor het gevecht bij Villiers-en-Couché